# Parafia Narodzenia Pańskiego we Florencji
Parafia Narodzenia Pańskiego – prawosławna, pierwotnie etnicznie rosyjska, następnie wieloetniczna parafia we Florencji, w eparchii brytyjskiej i zachodnioeuropejskiej Rosyjskiego Kościoła Prawosławnego poza granicami Rosji.  
Powstanie parafii we Florencji wiązało się z obecnością w tym mieście społeczności rosyjskiej, złożonej głównie z ludzi zamożnych, posiadających dodatkowe rezydencje we Włoszech. Siedzibą parafii stała się cerkiew Narodzenia Pańskiego i św. Mikołaja we Florencji. 
Parafia wchodziła w skład Rosyjskiego Kościoła Prawosławnego do 1921, kiedy jednostronnie zerwała z nim związek, uznając go za opanowany przez zwolenników popierającej bolszewizm Żywej Cerkwi. Do 1931 pozostawała poza jakimkolwiek kanonicznym Kościołem. Gdy zwierzchnik Zachodnioeuropejskiego Egzarchatu Rosyjskiego Kościoła Prawosławnego metropolita Eulogiusz przeszedł z całą strukturą pod jurysdykcję patriarchy Konstantynopola, parafia dołączyła do powstałego Zachodnioeuropejskiego Egzarchatu Parafii Rosyjskich, w którym pozostawała do 2018 r., będąc jedną z jego czterech placówek duszpasterskich we Włoszech.  
W wymienionym roku parafia, w geście protestu przeciwko działaniom patriarchy Konstantynopola w sprawie utworzenia autokefalicznej Cerkwi na Ukrainie, ogłosiła przejście do Rosyjskiego Kościoła Prawosławnego poza granicami Rosji i jego eparchii genewskiej i zachodnioeuropejskiej. 
Skład etniczny parafii w 2018 r. opisywany jest jako mieszany: oprócz Rosjan do świątyni we Florencji uczęszczają także prawosławni Ukraińcy, Białorusini, Bułgarzy, Mołdawianie, Serbowie i Włosi.
Po utworzeniu w 2019 r. eparchii brytyjskiej i zachodnioeuropejskiej Rosyjskiego Kościoła Prawosławnego poza granicami Rosji, parafia weszła w skład nowej administratury.